# تيطاف
تيطاف هو أحد قصور بلدية تامست الواقعة ضمن دائرة فنوغيل بولاية أدرار الجزائرية، يقدر عدد سكانه بحوالي 2000 نسمة.

## أصل التسمية
يرجع أصل كلمة تيطاف حسب صاحب كتاب اللهجة التواتية الجزائرية إلى الزناتية بمعنى (شدي) مؤنث (إطف)، وهي في الطارقية بمعنى (أتمسك) أو (الممسوكة والمشدودة).

## الموقع
تقع واحة تيطاف بشمال توات الحناء، يحدها من الجنوب قصر غرميانو، من الشرق والشمال الحمادة ومن الغرب واحات أغيل، تماسخت، إكيس ولحمر.

## التاريخ
تأسيس واحة وقصر تيطاف يعود إلى زمن قديم، قبل القرن السادس للميلاد بكثير حيث كان مؤسسوه وسكانه الأوائل من البربر كما يدل إسمه على ذلك. بعد الهجرة الكبيرة لليهود نحو توات، تم بناء أول معبد يهودي بتمنطيط عام 517 م تلاه بناء قصبة لليهود بتيطاف سنة 660 م (40/39 هـ) . على غرار أغلب قصور توات وقورارة.
بعد الحركة الثورية التي قام بها الشيخ محمد بن عبد الكريم المغيلي ضد اليهود الذين رفضوا عتابه اللفظي، غادر اليهود المنطقة في هجرة كبيرة إلى أجزاء أخرى من الجزائر والمغرب.
نشبت حرب في سنة 1481 م بين تطاف والبرامكة.
إن توالي إستقرار القبائل بتيطاف جعلها تتكون من عدة قصور تختلف من حيث القدم وعدد السكان والأهمية التاريخية وفي عام 1925 هاجرت قبيلة تواتي أحمد بن بركة من تيطاف نحو قصر تلوين قرب أولاد سعيد بناحية قورارة.

## السكان
أدى تتابع توافد القبائل العربية للإستقرار بالواحة إلى تنوع ثقافي كبير ونذكر منها:
1. أولاد ساهرة:
2. أولاد عمار:
3. أولاد لحسن:
4. أولاد إيدر: وهم درية الشيخ إيدر، كان قدومهم في 1126 م (520 هـ)، بعد فترة أمضاها في يكو إستقر في تيطاف. كان للشيخ إيدر دور في إرساء الصلح بين القبائل.[7][8]
5. الطيبيون: ومنهم الوزاني بقصر زاوية سيدي عبد القادر ومنهم في قصر تيطاف فرع وهو عائلة مولاي التهامي صاحب الروضة والزيارة السنوية المشهور.[9]

## اللغة
كان جزء هام من سكان تيطاف كما هو الحال بالنسبة لسكان تمنطيط يتكلمون الزناتية وذلك حتى حدود سنة 1985، وذلك كون القصرين يعدان من اقدم القصور ب توات والتي أنشأها البربر. يتكلم سكان هذا القصر اليوم العربية قسم بالأصالة وقسم تعرب.

## الهندسة المعمارية والمنشآت الدينية
بني القصر بشكل معماري تقليدي مشابه لغيره من قصور توات، فالأبنية من طوب الطين والمنازل متراصة تفصلها عن بعضها أزقة ضيقة، ومن أشهر التجمعات السكانية بالقصر نجد:
1. قصر أولاد أحمد:
2. قصر أولاد لحسن:
3. قصر أولاد ساهرة:

برج قصر أولاد ساهرة

4. قصر أولاد الحاج علي: وبه مسجد قديم يسمى المسجد العتيق
5. قصر أغمبري: وتعني بالأمازيغية القصر الخارجي
6. قصر باسا:

بالإضافة إلى تجمعات أخرى هي:
| * حي القصبة * حي اغرما جديد | * حي بوصلاح * حي فارة |

أحد شوارع قرية تيطاف الحديثة
أحد شوارع قرية تيطاف الحديثة
أحد الأزقة القديمة بقصور تيطاف

- المدارس : هناك مجمع مدرسي واحد ومتوسطة.
- المساجد : بالقصر خمس مساجد(المسجد الكبير ـ مسجد مولاي التوهامي ـ المسجد العتيق ـ مسجد أولاد أحمد ـ مسجد أولاد الحاج علي)
- المقابر : هناك ثلاث مقابر هي: مقبرة الشيخ الجيلالي ومقبرة سيدي الحاج عبد الرؤوف ومقبرة مولاي التهامي.

المسجد الكبير بتيطاف
المسجد العتيق بتيطاف
مقبرة سيدي الحاج عبد الرؤوف
مقبرة الشيخ الجيلاني
المدرسة الإبتدائية الشيخ عبد القادر الجيلاني بتيطاف

## النشاط الفلاحي
يعمل أغلب سكان قصر تيطاف في الفلاحة التي يغلب عليها غرس النخيل ويستعمل السكان تقنية الفقارة لتوفير المياه للسقي، نجد بتيطاف أربعة وعشرون فقارة هي:

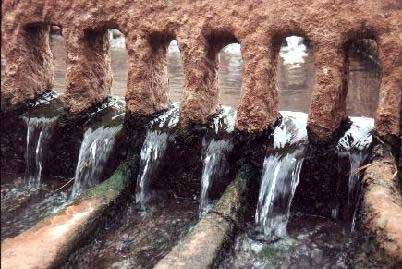
قصري لتقسيم ماء الفقارة

جانب من واحة تيطاف

| إسم الفقارة    | عدد الآبار |
| -------------- | ---------- |
| هعدي           | 150        |
| بويوسف         | 210        |
| أوغزير (أخزل)  | 200        |
| أولاد مالك     | 150        |
| تاغجمت المنصور | 150        |
| تاغجمت امبارة  | 224        |
| تاهلي بيباي    | 160        |
| تقرافت         | 200        |
| زمزمية         | 210        |
| عبد الله       | ؟          |
| أفقاريش        | ؟          |
| أحرطان         | ؟          |
| عمر عيسى       | ؟          |
| بلميريل        | ؟          |
| بلقايد         | ؟          |
| دروغزم         | ؟          |
| فلوان          | ؟          |
| ماضي           | ؟          |
| صاف الياقوت    | ؟          |
| تاخجامت وصحرى  | ؟          |
| تاقوسا         | ؟          |
| طالب بيك       | ؟          |
| تامست لقرارة   | ؟          |
| تكوزة          | ؟          |

## النشاط الثقافي
يعتبر قصر تيطاف من بين أكثر القصور نشاطاً ببلدية تامست، فعلى الرغم من صغر هذا القصر نسبياً إلا أنه يسجل نشاطات ثقافية متعددة ومتنوعة تمس كافة أنواع الحياة وشرائح المجتمع ونذكر من الجمعيات الناشطة بهذا القصر:
- جمعية رجال لبلاد للنشاطات الثقافية والفلكلورية
- فرقة بارود تيطاف
- فوج جيل التضامن للكشافة الإسلامية الجزائرية: يقوم هذا الفوج بتأطير الأطفال وتكوينهم في الإطار الكشفي كما يقوم بتنظيم مسابقات ثقافية وعلمية ومسابقة سنوية في حفظ القرآن
- جمعية سيدي بلال الثقافية

لافتة لفوج جيل التضامن للكشافة الإسلامية الجزائرية بتيطاف
جانب من نشاط جمعية رجال لبلاد
يحيا إيدر: الحائز على المركز الأول في حفظ القرآن 2013 للأصاغر
سمية باناصر: الحائزة على المركز الأول في حفظ القرآن 2013 للأصاغر إناث

## أعلام القصر

جانب من الفلكلور بمناسبة زيارة مولاي التهامي

ختمة القرآن بمناسبة زيارة مولاي التهامي

1. الشيخ سيدي مولاي التهامي: هو شريف من وزان وهو على الأرجح من أدخل الطريقة

الصوفية الوازانية إلى تيطاف، له ضريح بالمقبرة التي تحمل إسمه وتقام له زيارة سنوية يوم 23 أفريل.
1. الشيخ سيدي يحيى بن ايدر: عالم مسلم جزائري من أصول مغربية، بعد قيامه بجولة في منطقة الساحل عاد ليستقر بتيطاف حيث عمل على توحيد القبائل، يعرف عقبه بأولاد الشيخ إيدر، وتقام له زيارة سنوية بتيطاف في 19 ربيع الأول (أسبوع المولد النبوي).[1]
2. الشيخ أبو زيد عبد الرحمان بن أبو إسحاق إبراهيم بن علي الجنتوري: أصله من تيطاف، إستقر جده بجنتور ناحية قورارة. ترك العديد من المؤلفات المخطوطة التي يعني بها حتى يومنا من قبل رجال الشريعة. توفي بتاريخ 1689 م الموافق لـ (1101/1100 هـ) بجنتور حيث دفن.[11]
3. الشيخ سيدي الحاج عبد الرؤوف: هو أحد أعلام قصر تيطاف وأوليائه، وتقام له زيارة سنوية.[1]
4. الشيخ سيدي جدنا علي: هو أحد أعلام قصر تيطاف وأوليائه، وتقام له زيارة سنوية.[1]
5. الشيخ سيدي بلال: هو أحد أعلام قصر تيطاف وأوليائه، وتقام له زيارة سنوية.[1]